# 常屯乡
常屯乡，是中华人民共和国河北省邢台市威县下辖的一个乡镇级行政单位。

## 行政区划
常屯乡下辖以下地区：
南常屯村、高庄村、横河村、南辛店村、西辛店村、东辛店村、安庄村、褚庄村、北常屯村、魏寨村、史家庄村、东马庄村、东王目村、东正店村、西正店村、东柳疃村、杨庄村、西王目村、东邴庄村、西邴庄村、北大城一村、北大城二村、北大城三村、北大城四村、南大城村、苏村、枣科村、亭上村、夏家庄村、西柳疃村和后柳疃村。